# Wieściszów
Wieściszów (niem. Krichener Mühle) – przysiółek wsi Nadolice Wielkie w Polsce, położony w województwie dolnośląskim, w powiecie wrocławskim, w gminie Czernica. Według danych z 31 sierpnia 2017 roku przysiółek miał 92 stałych mieszkańców.
W latach 1975–1998 przysiółek administracyjnie należał do województwa wrocławskiego. 

## Położenie
Wieściszów leży nad rzeką Widawą, nad którą znajduje się tam most umożliwiający przejazd z Nadolic Wielkich do Brzeziej Łąki. W Wieściszowie droga z Nadolic Wielkich do Brzeziej Łąki spotyka się z drogą do Krzykowa.

## Zabytki
Na liście zabytków Narodowego Instytutu Dziedzictwa znajduje się tutejszy zespół młyński z II poł. XIX wieku i XX wieku, na który składają się dom, młyn i chlewnia z gołębnikiem.